# Hiromantija
Hiromantija (od grčkog χειρ, hiro - „dlan“, μαντεία, mantija - „predskazanje“) je sposobnost izučavanja linija, znakova i bregova na ljudskom dlanu. Na osnovu njih se navodno mogu pročitati budućnost, sudbina i karakter osobe.
Hiromantija se sreće po celom svetu sa bezbroj lokalnih varijacija a potiče iz indijske astrologije. Praktikovala se u drevnoj Kini, Tibetu, Persiji, Mesopotamiji i Egiptu.